# Podsavezna nogometna liga Koprivnica 1959./60.
Podsavezna liga Koprivnica, također i kao Prvenstvo Koprivničkog nogometnog podsaveza je bila liga četvrtog stupnja nogometnog prvenstva Jugoslavije u sezoni 1959./60. 
 Sudjelovalo je 8 klubova, a prvak je bila momčad "Graničara" iz Legrada. 

## Ljestvica
| mj. | klub                      | ut. | pob. | ner. | por. | gol+ | gol- | bod |
| --- | ------------------------- | --- | ---- | ---- | ---- | ---- | ---- | --- |
| 1.  | Graničar Legrad           | 14  | 11   | 1    | 2    | 46   | 13   | 23  |
| 2.  | Vrbovec                   | 14  | 11   | 1    | 2    | 77   | 29   | 23  |
| 3.  | Lokomotiva Koprivnica     | 14  | 7    | 0    | 7    | 45   | 32   | 14  |
| 4.  | Osvit Đelekovec           | 14  | 6    | 0    | 8    | 28   | 29   | 12  |
| 5.  | Drava Novigrad Podravski  | 14  | 5    | 1    | 8    | 34   | 41   | 11  |
| 6.  | Borac Imbriovec           | 14  | 5    | 1    | 8    | 22   | 26   | 11  |
| 7.  | Metalac Križevci          | 18  | 5    | 0    | 9    | 26   | 31   | 10  |
| 8.  | Mladost Kloštar Podravski | 14  | 4    | 1    | 9    | 20   | 58   | 9   |

## Rezultatska križaljka
| kratica | klub                      | BOR | DRA | GRA | LOK | MET | MLA | OSV | VRB |
| --- | ------------------------- | --- | --- | --- | --- | --- | --- | --- | --- |
| BOR | Borac Imbriovec           |     |     |     |     |     |     |     |     |
| DRA | Drava Novigrad Podravski  |     |     |     |     |     |     |     |     |
| GRA | Graničar Legrad           |     |     |     |     |     |     |     |     |
| LOK | Lokomotiva Koprivnica     |     |     |     |     |     |     |     |     |
| MET | Metalac Križevci          |     |     |     |     |     |     |     |     |
| MLA | Mladost Kloštar Podravski |     |     |     |     |     |     |     |     |
| OSV | Osvit Đelekovec           |     |     |     |     |     |     |     |     |
| VRB | Vrbovec                   |     |     |     |     |     |     |     |     |
| |                           |     |     |     |     |     |     |     |     |
| podebljan rezultat - utakmice od 1. do 7. kola (1. utakmica između klubova) rezultat normalne debljine - utakmice od 8. do 14. kola (2. utakmica između klubova) rezultat nakošen - nije vidljiv redoslijed odigravanja međusobnih utakmica iz dostupnih izvora rezultat smanjen * - iz dostupnih izvora nije uočljiv domaćin susreta prekrižen rezultat - poništena ili brisana utakmica p - utakmica prekinuta 3:0 p.f. / 0:3 p.f. - rezultat 3:0 bez borbe n.i. - nije igrano |                           |     |     |     |     |     |     |     |     |

 Izvori: